# Enumeracja (środek stylistyczny)
Enumeracja (wyliczenie) – charakterystyczny dla baroku środek stylistyczny polegający na wymienianiu w tekście kolejnych elementów pewnej całości, służący zwróceniu uwagi na prezentowane treści, wzmocnieniu znaczenia wypowiedzi. Wyliczenie spotyka się często w twórczości ludowej. Poeci barokowi lubili zestawiać w wyliczeniu słowa jednosylabowe:
Dźwięk, cień, dym, wiatr, błysk, głos, punkt - żywot ludzki słynie.
Słońce więcej nie wschodzi to, które raz minie,
(Daniel Naborowski, Krótkość żywota)
Moc, myśl, żal, strach, pot, krew, sen zwyciężony,
Zdrada, powrozy, łzy, sąd i niemiły
Twarzy policzek, i rózgi, co biły,
Słup, cierń, krzyż, gwóźdź, żółć i bok otworzony
(Stanisław Herakliusz Lubomirski, Sonet na całą mękę Pańską)
Na wyliczeniu jest oparty wiersz Naborowskiego Na oczy królewny angielskiej:
Lecz się wszytko zamyka w jednym oka słowie:
Pochodnie, gwiazdy, słońca, nieba i bogowie.
Enumerację w swoim indiańskim eposie Pieśń o Hajawacie stosuje Henry Wadsworth Longfellow. W tym przypadku wyliczenie wprowadzone jest anaforą:
Should you ask me, whence these stories?
Whence these legends and traditions,
With the odors of the forest
With the dew and damp of meadows,
With the curling smoke of wigwams,
With the rushing of great rivers,
With their frequent repetitions,
And their wild reverberations
As of thunder in the mountains?
Na zasadzie wyliczenia są zbudowane katolickie litanie:
Królowo Aniołów, módl się za nami.
Królowo Patriarchów, módl się za nami.
Królowo Proroków, módl się za nami.
Królowo Apostołów, módl się za nami.
Królowo Męczenników, módl się za nami.
Królowo Wyznawców, módl się za nami.
Królowo Dziewic, módl się za nami.
(Litania Loretańska)
Długim wyliczeniem jest Lokomotywa Juliana Tuwima.
Konsekwentne, obejmujące wiele wersów, wyliczenie występuje w średniowiecznym łacińskim wierszu In taberna quado sumus ze zbioru Carmina Burana:
bibit hera, bibit herus,
bibit miles, bibit clerus,
Enumerację wykorzystał na szeroką skalę w swoim poemacie Edison czeski poeta Vítězslav Nezval.
Wyliczenie było popularnym chwytem stylistycznym w czasach socrealizmu. Było ono stosowane zwłaszcza w sprawozdaniach z pochodów pierwszomajowych.
Wyliczenie może też dotyczyć osób, jak w powszechnie znanej Balladzie o paniach dawnych czasów François Villona:
Powiedz mi, gdzie i w jakiej ziemi
Jest Flora, rzymska krasawica;
Archippa, cud między cudnemi,
Tais, stryjeczna jej siestrzyca?
Ty, Echo, co głos wracasz skory,
Gdy pomknie nad strumienia biegi,
Mów, gdzie są Piękne dawnej pory?...
Ach, kędyż są drzewiejsze śniegi!
(tłum. Tadeusz Boy Żeleński)
Szczególnym rodzajem wyliczenia jest stosowany w poezji epickiej katalog bohaterów. Występuje on u Homera w Iliadzie (katalog okrętów), jak również w Jerozolimie wyzwolonej Torquata Tassa. wyliczenie bohaterów można zaobserwować też w Prologu głównym do Opowieści kanterberyjskich Geoffreya Chaucera:
A Knyght ther was, and that a worthy man,
[...]
With hym ther was his sone, a yong Squier,
[...]
A Yeman hadde he and servantz namo
[...]
Ther was also a Nonne, a Prioresse,